# Luiz Francisco Ferreira
Luiz Francisco Ferreira (17 de abril de 1800 – 15 de abril de 1851) foi um médico brasileiro.
Graduado pela Academia Médico-Cirúrgica do Rio de Janeiro em 1824. Foi eleito membro da Academia Nacional de Medicina em 1830, com o número acadêmico 23, na presidência de Christovão José dos Santos.